# Croix de calvaire de Blanzey-Haut
La croix de calvaire de Blanzey-Haut est une croix située à Fougerolles-Saint-Valbert, en France.

## Localisation
La croix est située sur la commune de Fougerolles-Saint-Valbert, dans le département français de la Haute-Saône.

## Historique
L'édifice est classé au titre des monuments historiques en 1981.